# Троїцький Микола Дмитрович
Мико́ла Дми́трович Тро́їцький (19 жовтня 1965, Одеса, УРСР — 15 лютого 2015, Широкине, Волноваський район, Донецька область, Україна) — український військовик, вояк полку «Азов», Національної гвардії України. Учасник російсько-української війни. Кавалер ордена «За мужність» III ступеня (посмертно).

## Життєпис
Кухар групи продовольчого забезпечення, 1-й взвод матеріально-технічного забезпечення, окремий загін спеціального призначення «Азов».
Бойові завдання виконував з серпня 2014-го в секторі «М». Неодноразово був у складі груп з ліквідації живої сили та військової техніки терористів на передових позиціях і в тилу. 15 лютого 2015 року загинув у бою з російськими збройними формуваннями біля села Широкине — група опинилася під безперервним артилерійським та мінометним вогнем. У перебігу бою Микола Троїцький виконав поставлене перед ним завдання, однак зазнав смертельного вогнепального поранення — Олександр Кутузакій під час відходу опинився на лінії вогню, «Акела» кинувся йому на поміч.
Кілька днів терористи не віддавали тіло Миколи Троїцького та Олександра Кутузакія. Похований в Одесі 23 лютого 2015 року.

## Нагороди
За особисту мужність, сумлінне та бездоганне служіння Українському народові, зразкове виконання військового обов'язку відзначений — нагороджений
- 15 вересня 2015 року — орденом «За мужність» III ступеня (посмертно).
- відзнакою «Народний Герой України» (посмертно)